# Taplejung (dystrykt)

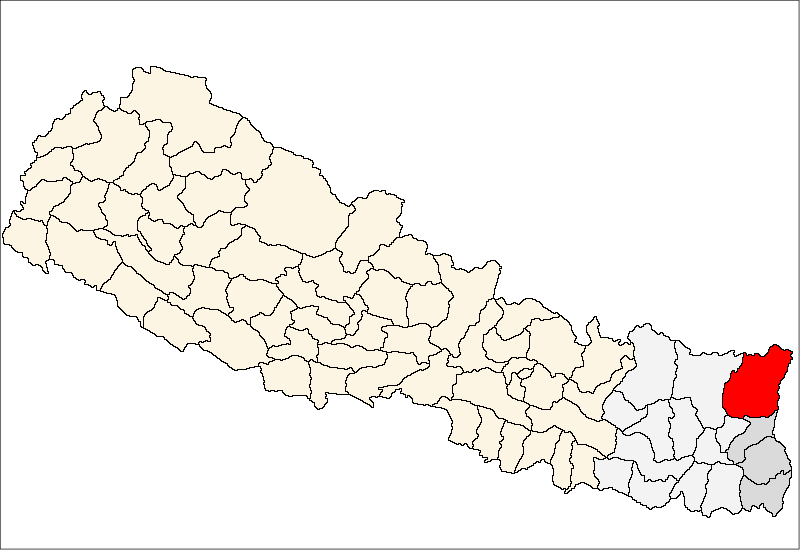
Dystrykt Taplejung

Dystrykt Taplejung (nep. ताप्लेजुङ) – jeden z siedemdziesięciu pięciu dystryktów Nepalu. Leży w strefie Meći. Dystrykt ten zajmuje powierzchnię 3646 km², w 2001 r. zamieszkiwało go 134 698 ludzi. Stolicą jest Taplejung.